# 交通工学
交通工学（こうつうこうがく、英語：transportation engineering または traffic engineering）とは、交通全般の問題に取り組む工学で、土木工学の一分野である。

## 交通工学の内容の変遷
帝国大学工科大学（現在の東京大学工学部）では、1893年9月より講座制が確立時（帝国大学開設時には講座制はなかった。）には土木工学教室では土木工学第1講座の交通工学ほか4講座であったが、第1講座は鉄道工学を取り扱う講座であった（その後1963年には第1講座の講座名が交通工学講座と改められている）。
歴史を経るごとに交通工学においても細分化が進み、海上交通と陸上交通の分野に分れ、そのうち海上交通は主には海洋科学・海事科学の分野で流通を、商船学として物流を研究し、陸上における交通工学(Traffic Engineering)は高度経済成長に伴うモータリゼーションの進展などの影響もあり、ほとんど道路に起因する問題（＝道路交通工学）のみを取り扱っていた。1960年代後半からは道路整備のみではなく、公共交通機関などが抱える問題にも対処するようになった。この変化によって、アメリカではTransportation engineeringが使われるようになった。近年では、日本でも交通工学の訳としてはこちらを使用する場合もある。日本でも、交通問題に対する研究は昭和40年代あたりから継続的に行なわれてきた。

## 最近の交通工学
交通工学の分野では最先端技術を生かして、事故や渋滞、環境問題の解決を目指す、高度道路交通システム（ITS）が導入されつつある。カーナビゲーションシステムのVICSやETCなどが一例である。
公共車両優先システム（PTPS）や交通静穏化対策、ロードプライシングなど自動車の抑制のための施策や、インフラ整備ではなく、需要側を調整する交通需要マネジメント（TDM）なども導入実績がある。また、人への影響によってモーダルシフトを進めるモビリティ・マネジメント（MM）も行われる。

## 年表
- 1926年 ハーバード大学でTraffic engineeringの講義がはじまる。
- 1955年 第三回日本道路会議が開かれ、Traffic Engineeringの訳として交通工学が用いることが決定した。
- 1961年 日本大学理工学部に交通工学科（現在の名称は、交通システム工学科）設立
- 1963年 京都大学工学部に交通土木工学科（現在は、複数の学科が集まり地球工学科となった）設立
- 1966年 交通工学研究会（Japan Society of Traffic Engineers）設立
- 1978年 Institute of Traffic Engineers(交通技術者協会)がInstitute of Transportation Engineers(交通技術者協会)に改称
- 1983年 日本初のカーナビゲーションシステム発表。

## 土木工学以外での交通工学
土木工学、情報工学、電子工学、電気工学、機械工学などと工学は分野が分別されていても、工学それ自体は相互の関わりが高い学問であり、土木工学の基幹分野である交通工学においても、横断的にほかの工学分野と関わりをもつ。現在は下記のとおり情報工学や電子工学、電気工学、機械工学分野の大学研究室でも、交通工学の交通現象の解析、交通流分析なども研究しているため、防災工学などのように各工学分野に渡る傾向がある。また近年は総合政策学部などでも地方の交通に関する研究として、交通工学が取り入れられてきた。
- 機械工学分野においては乗用の機械で関連がある。具体的には自動車、鉄道車両、航空機である。またこれらの要素技術として原動機、推進機構も関連分野である。交通科学の基幹になる自動車工学という分野もあることから、ITSに関する研究や、自動車交通・歩行者交通の新しい制御方法の開発などが行われている。
- 電気電子や情報工学の分野で交通システム工学や情報応用工学としてシステム安全性工学、フェールセーフシステム、交通流量制御、列車制御システム、渋滞緩和制御、画像認識技術、高信頼化システム、社会システムの高安全化、新都市交通システム、ITS、対列車伝送システム[1]　[2]

への電子情報学・電気工学の応用が行われている。
- システム工学として車群追従走行の安全性メカニズムの解明、旅行時間予測に関する研究などのように機能工学や人間工学の分野でも、交通事故の防止につながるシステムの提案のほか、操作負担の少ない交通手段、交通媒体の開発や評価などの研究を行っている。
- 交差点における一時停止挙動改善に関する研究、自動車運転事故防止のための運転者訓練システムの構想や安全運転教育シミュレータの開発といったケースでも研究が行われている。
- 自動車工学の分野に絡めた形で道路や物流・交通計画と安全、環境保全さらに寒冷地特有の交通工学的諸問題等の調査研究などといった幅広い分野を横断的に構成して研究を行っている。
- 事故対策という研究アプローチ、交通工学のほか学外研究者等も含めた生物学、心理学などの多方面の専門家が協力し包括的な公共交通網の安全対策をアプローチするケースでも研究が行われている。
- 環境工学の分野と絡めて交通政策が環境に及ぼす影響の評価手法の開発や交通のライフサイクル評価（LCA）、人口減少や財政・環境制約下で都市サバイバルのための方法論の考究や商業活力を生かした都市活性化に関する研究、マーケティング・アプローチによる都市交通戦略の進め方に関する検討分析や公共交通整備財源制度の環境面からの評価などのアプローチで研究が行われている。
- 数理工学や応用数学を駆使して交通問題を交通工学の分野から物理学、数学の分野にまで広げて、学際的に最新の成果を示し討論し合うというアプローチで研究が行われている。交通問題研究のアプローチはいずれも交通状況を数理モデルでモデリングし、そのモデルの解を施策に反映するものである。
- 北海道大学大学院公共政策学教育部公共政策学専攻では法学や経済学のほか工学の専修があり、交通工学研究を扱う。
- 製品開発の一環で自動車関連製造業の部門でも数理工学分野を応用し、交通工学の領域で応用される、主にドライバー特性を考慮する交通流追従モデルやシミュレーション手法の開発を行っている。例えば霧の中など視界の悪条件でのLEDの見え方、色・パターン・点滅スピード等などを研究し得られた結果は、事故防止、道路交通に係わる安全・環境の評価や改善策に活用されている。
- 建築の分野でも、交通工学分野を人の移動に関する施設対象として自動車系・鉄道系・航空系・船舶系として分類し、それぞれの持つ設計上配慮すべき点とともに、国内外の事例を紹介し活用しているほか、いわゆるバリアフリー新法によって、商業施設などの建築物と道路・駅などの交通施設における総合化・一体化に対する交通工学的アプローチが試みられ、土地利用と交通施設が都市の物的な空間構造を構成する2つの重要な要素で都市交通施設の整備が市街地の発展形態、都市活動の分布、あるいは土地利用構成等に影響をもつため、交通推計モデルで交通施設と建築立地や土地利用との相互作用を考慮した動的な都市交通計画手法などの研究が行われている。